# 包河 (浍河)
包河，古称苞水、泡水，位于河南省东部和安徽省北部，是浍河最大支流，发源于河南省商丘市梁园区西北谢集镇张祠堂村，废黄河南大堤南侧，东南流经商丘市区东部，虞城县南部，安徽省亳州市谯城区东部，河南省永城市西南部，安徽省涡阳县东北角，于濉溪县西部的临涣镇注入浍河。全长175公里，流域面积1090平方公里。其中河南省境内长122公里，流域面积700公里。包河上游商丘市段污染严重，曾一度引130万立方米黄河水冲污。